# Будівля головного поштамту (Коломбо)
Головпоштамт у Коломбо (англ. General Post Office, також скорочено званий як GPO) — штаб-квартира Пошти Шрі-Ланки. Тут же розміщується офіс Генерального поштмейстера Шрі-Ланки.

## Історія
Будівлю головпоштамту в Коломбо збудовано в 1895 навпроти резиденції губернатора в Будинку Короля (нині Дім президента), на вулиці Короля (нині Janadhipath Mawatha - Президентська вулиця). Архітектура будівлі має риси едвардіанського стилю. Головпоштамт розміщувався тут до недавнього часу, коли його перенесли з міркувань безпеки в новий будинок, побудований для Пошти Шрі-Ланки.

## Архітектор
Оригінальна будівля на вулиці Короля збудована архітектором Арасі Марікар Вапчі Марікаром (Arasi Marikar Wapchi Marikar; 1829-1925), дідом по батьківській лінії сера Разика Фаріда (1893-1984), кавалера Ордена Британської імперії. Вапчі Марікар також побудував будівлі Музею Коломбо, митниці Коломбо, Старої ратуші в Петтахе, готелю Galle Face, Аркади Вікторії, будівлі Фінлі Мойр, годинникової вежі, Батареї Баттенбурга та ін. Стару ратушу в Петтах, в якій зараз знаходиться ринок, побудовано за контрактом на суму 689 фунтів стерлінгів.